# 루세나 (스페인)

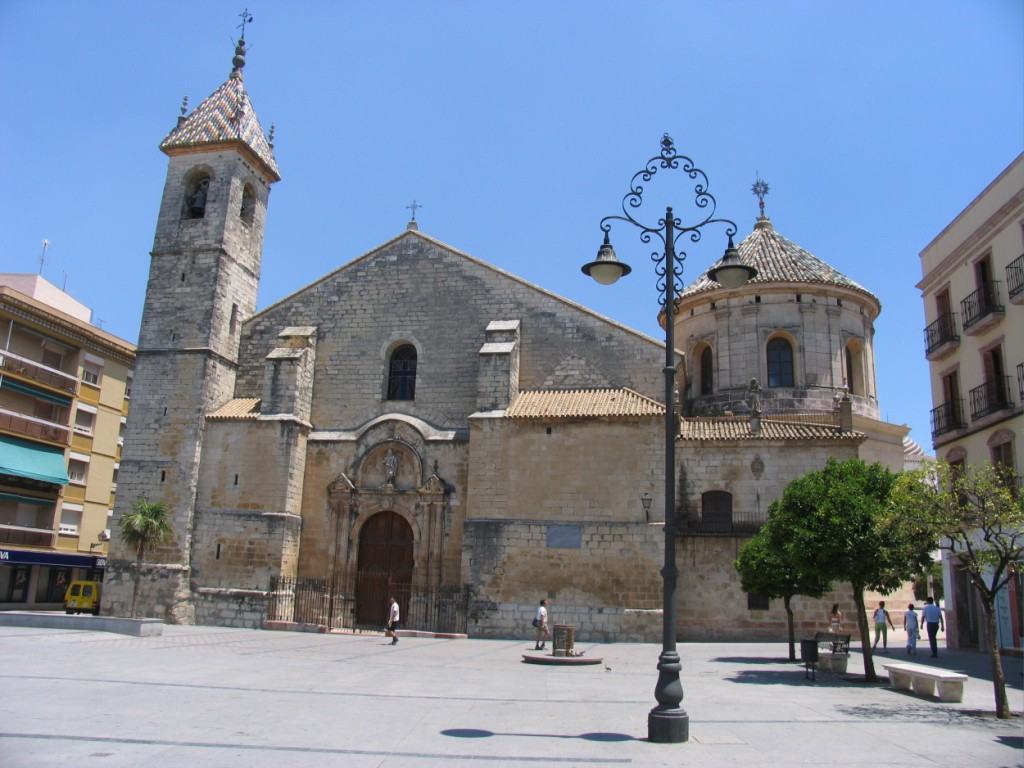
루세나 성 마테오(Mateo) 교회

루세나(스페인어: Lucena)는 스페인 안달루시아주 코르도바도에 위치한 도시로 면적은 351km2, 높이는 485m, 인구는 42,248명(2009년 기준), 인구 밀도는 120명/km2이다. 코르도바에서 남동쪽으로 60km, 말라가에서 북쪽으로 85km, 세비야에서 동쪽으로 140km, 그라나다에서 서쪽으로 105km, 하엔에서 남서쪽으로 90km 정도 떨어진 곳에 위치한다.
도시 이름은 히브리어로 "하느님이 우리를 도와주신다"를 뜻하는 '엘리오사나'(히브리어: אלי הושענא)에서 유래된 이름이다. 코르도바도에서 코르도바에 이어 2번째로 큰 도시이며 기독교, 이슬람교, 유대교 문화가 혼합된 곳이다. 안달루시아 지방을 경유하는 고속도로가 합류하는 곳이다.

시기
시 문장